# Eulophia hians
Eulophia hians är en orkidéart som beskrevs av Spreng.. Eulophia hians ingår i släktet Eulophia och familjen orkidéer.

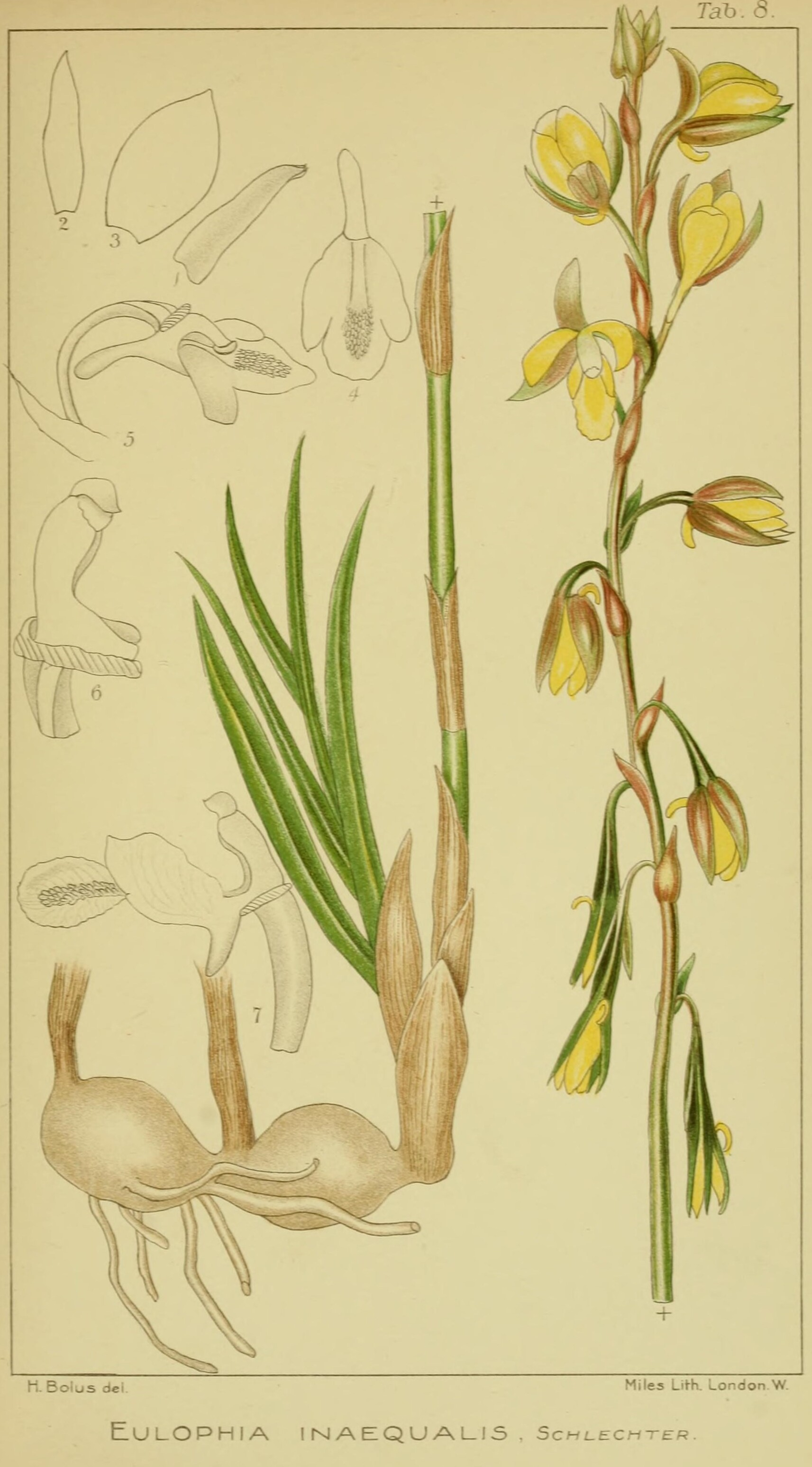

## Underarter
Arten delas in i följande underarter:
- E. h. hians
- E. h. inaequalis
- E. h. nutans